# Mi Canción
Mi Canción es el nombre del noveno álbum de estudio del rapero mexicano C-Kan. El álbum fue lanzado el 20 de agosto de 2021 por Mastered Trax Latino.